# Messor lusitanicus
Messor lusitanicus es una especie de hormiga del género Messor, subfamilia Myrmicinae. 

## Distribución
Esta especie se encuentra en Portugal y España.